# Herman Suykerbuyk
Herman Suykerbuyk (Kapellen, 5 januari 1934) is een Belgisch Vlaamsgezind politicus voor de CVP.

## Levensloop
Suykerbuyk is de zoon van een Nederlandse vader en een Kempische moeder en groeide op in de grensgemeente Essen. Hij volgde de middelbare school aan het Klein Seminarie van Hoogstraten. Van 1952 tot 1957 studeerde hij rechten aan de Katholieke Universiteit Leuven en was er lid van het Katholiek Vlaams Hoogstudentenverbond en redactiesecretaris van Ons Leven, het blad van de KVHV. Na zijn studies ging Suykerbuyk aan de slag voor het Nationaal Christelijk Middenstandsverbond en sloot hij zich aan bij de CVP-Jongeren.
In 1965 werd hij gemeenteraadslid en burgemeester van Essen, wat hij bleef tot in 1995. Hij volgde de onverwacht overleden Emiel Dierckxsens op in dit mandaat. In 1968 werd hij lid van de Kamer van volksvertegenwoordigers voor het kiesarrondissement Antwerpen, wat hij bleef tot in 1987. Vervolgens was Suykerbuyk van 1987 tot 1995 rechtstreeks gekozen senator in de Senaat. Zijn interesses gingen vooral uit naar de Belgische staatshervorming, het lokale gemeenschapsleven, de positie van het Nederlands in de wereld, de samenwerking tussen Vlaanderen en Nederland en de plaats van de regio's in de Europese Unie. Hij werkte aan deze thema's in het kader van onder meer het Belgisch-Nederlands Grensoverleg, de Interparlementaire Commissie van de Nederlandse Taalunie, de Interparlementaire Beneluxraad, de Permanente Conferentie van Lokale Besturen (Raad van Europa) en het Europees Comité van de Regio's. Hij was ook voorzitter van het beheerscomité voor het grensoverschrijdende natuurgebied Grenspark De Zoom-Kalmthoutse Heide. Hij behoorde ook tot de 'raad der wijzen' van het Overlegcentrum van Vlaamse Verenigingen.
In de periode december 1971-oktober 1980 zetelde hij als gevolg van het toen bestaande dubbelmandaat ook in de Cultuurraad voor de Nederlandse Cultuurgemeenschap, die op 7 december 1971 werd geïnstalleerd. Vanaf 21 oktober 1980 tot mei 1995 was hij daarna lid van de Vlaamse Raad, de opvolger van de Cultuurraad en de voorloper van het huidige Vlaams Parlement. Vanaf december 1985 tot mei 1995 maakte hij als derde ondervoorzitter deel uit van het Bureau (dagelijks bestuur) en het Uitgebreid Bureau (politiek bestuur) van de Vlaamse Raad. Bij de eerste rechtstreekse verkiezingen voor het Vlaams Parlement van 21 mei 1995 werd hij verkozen in de kieskring Antwerpen. Hij bleef Vlaams volksvertegenwoordiger tot juni 1999 en nam tijdens de legislatuur 1995-1999 ook de functie van derde ondervoorzitter van het Vlaams Parlement op. Van 1992 tot 1999 was hij voorzitter van het Advies- en Overlegcomité voor Brussel en Vlaams-Brabant, en van 1995 tot 1999 ondervoorzitter van de Commissie voor Staatshervorming, Algemene Zaken en Verzoekschriften. Op 8 juli 1998 werd hij in de plenaire vergadering van het Vlaams Parlement gehuldigd voor zijn 30 jaar parlementair mandaat.
Zijn naam is verbonden aan het Decreet Suykerbuyk uit 1997-98 tot verzachting van de sociale gevolgen van de repressie, door het verlenen van een subsidie aan bestaansonzekere slachtoffers van oorlog, repressie of epuratie. Het decreet werd door de Vlaamse Raad gestemd met een wisselmeerderheid (CVP, VU en Vlaams Blok), maar werd later door het Arbitragehof vernietigd.
Bij zijn afscheid kreeg hij de titel van ereondervoorzitter van het Vlaams Parlement. In 2006 werd hij vernoemd als zogezegde medestander van de Vlaamse onafhankelijkheidsverklaring in de fictieve RTBF-uitzending over de onafhankelijkheid van Vlaanderen. Ook was hij van 1994 tot 1996 plaatsvervangend en van 1996 tot 2002 effectief lid van het Comité van de Regio's.
In 2007 werd hij gelauwerd met de Orde van de Vlaamse Leeuw, die jaarlijks wordt toegekend door de gelijknamige vereniging.
Zijn dochter Mia is gehuwd met CD&V-politicus Ludwig Caluwé. Zijn zoon Jan Suykerbuyk werd in 2006 gemeenteraadslid en in 2008 voorzitter van het Openbaar Centrum voor Maatschappelijk Welzijn van Essen.